# Stripverhaal
Het stripverhaal (ook beeldverhaal of strip genoemd) is een vertelvorm waarbij een verhaal verbeeld wordt door middel van getekende plaatjes, die achtereenvolgende scènes in het verhaal verbeelden, ondersteund door tekst in het plaatje (tekstballon) of onder de plaatjes. Een stripverhaal wordt gemaakt door een striptekenaar en een scenarioschrijver. Soms schrijft de tekenaar tevens het scenario, soms werken er meerdere personen aan het tekenwerk (schetsen, inkten, letteren) of aan het verhaal. Een typisch Amerikaanse vorm van een stripverhaal is de comic, een bekende Japanse versie is de manga.

## Geschiedenis

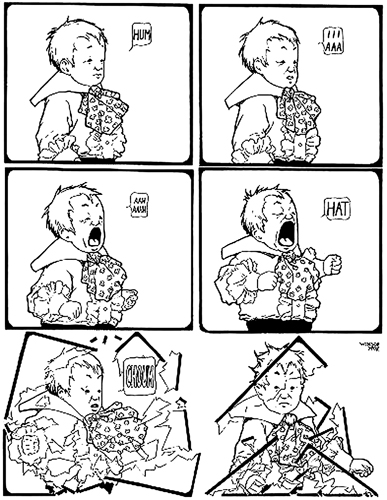
Little Sammy Sneeze (1904-06) door Winsor McCay

### Voorgeschiedenis en vroege geschiedenis
Het stripverhaal heeft zijn oorsprong in het pictografisch schrift (beeldschrift). Een vroege vorm van het stripverhaal is het Tapijt van Bayeux. Op dit doek werden twee jaar na de slag bij Hastings de gebeurtenissen van deze slag uitgebeeld. Meso-Amerikaanse codices gaven mythologische verhalen weer door middel van een ingewikkeld systeem van afbeeldingen en logogrammen, wat dus min of meer hetzelfde systeem was als in hedendaagse stripverhalen. Ook de prehistorische afbeeldingen die in grotten zijn gevonden (zie Grotten van Lascaux) kunnen als een vroege vorm van het stripverhaal worden beschouwd, hoewel hun ontstaan misschien mede is te danken aan het ontbreken van geschreven taal. De alleroudste vorm van het Egyptische hiërogliefenschrift is in feite ook een vorm van een getekend beeldverhaal.
Als de combinatie van tekst en beeld als een essentieel kenmerk beschouwd wordt, dan zijn de oudste stripverhalen te vinden in de klassieke oudheid, met name op Griekse friezen en op de zuil van Trajanus uit het jaar 113. Dit waren uiteraard geen gedrukte boeken, zodat de toeschouwer naar het verhaal toe moest komen om het te lezen.
Later werden beeldverhalen gebruikt om het woord van God kenbaar te maken aan de ongeletterden; dit zijn de zogenoemde biblia pauperum ('armenbijbels'). Een bekend Nederlands voorbeeld is De Kleine Printbijbel uit 1772. Als oudste stripverhaal met tekstballonnen van Nederland geldt de zogenoemde Maan- en Klaagbrief uit 1493, waarin ridder Bernhard van Meurs in vier beelden vertelt hoe hertog Karel van Gelre zijn afspraak niet nakomt om hem uit gevangenschap vrij te kopen. Het document bevindt zich in het Regionaal Archief te Zutphen.
In het begin van de 19de eeuw vertelde de Zwitser Rodolphe Töpffer beeldverhalen met uitgebreide tekst onder de afbeeldingen. Zijn littérature en estampes, vaak in albums van meer dan 100 bladzijden, was vooral nieuw door haar onderhoudend karakter, in tegenstelling tot de vroegere moraliserende beeldverhalen. Hij publiceerde in 1845 het eerste moderne stripverhaal, dat ook in Nederland talrijke drukken beleefde als De Reizen en Avonturen van Mijnheer Prikkebeen. Ook de verhalen van de Duitser Wilhelm Busch zijn een voorbeeld geweest voor de eerste Amerikaanse strips. Het werk van Busch was in 1865 al in dertig talen vertaald. Begin 20e eeuw begon Émile Cohl met het getekende bewegende beeldverhaal.

### Krantenstripsin de Verenigde Staten

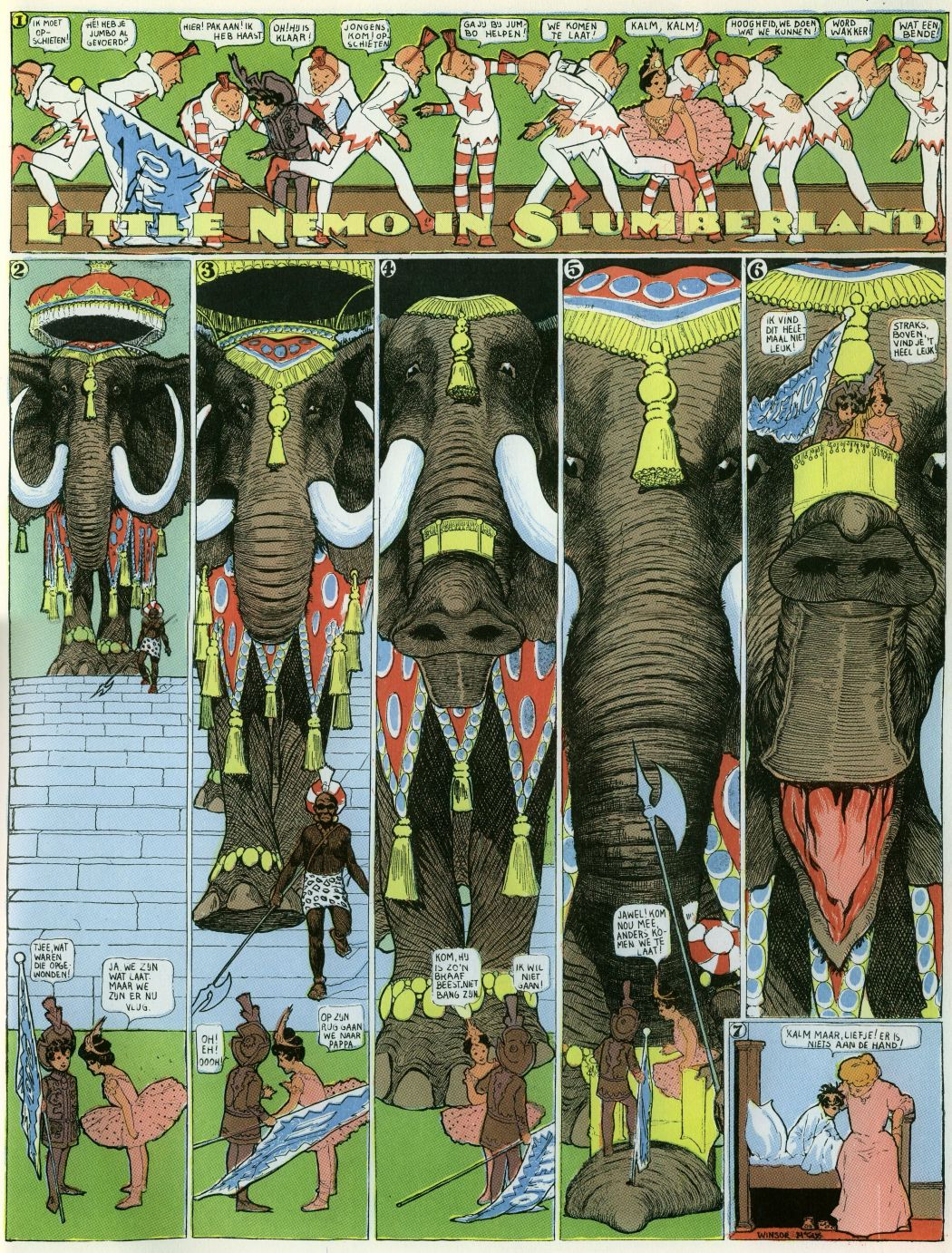
De strip Little Nemo van 23 september 1906. Klik tweemaal door voor de leesbare versie.

Het moderne stripverhaal ontstond in het midden van de 19e eeuw ter verfraaiing van de kranten die toen een sterke opkomst doormaakten. The Yellow Kid uit 1894 wordt meestal als eerste strip aangewezen. De kunstvorm strip, een mix van tekening en tekst, ontstond geleidelijk. The Katzenjammer Kids (New York Journal 1897) van Rudolph Dirks is rechtstreeks geïnspireerd op het Duitse geïllustreerde verhaal Max und Moritz, een verre voorloper van het stripverhaal.
In het begin van de 20e eeuw verschenen in de Amerikaanse kranten zondagbijlagen waarin een aantal verschillende typen strips en verhalen werden gecombineerd. Ook deze waren voornamelijk bedoeld om de omzet te verhogen. Little Nemo in Slumberland van Winsor McCay is hier een voorbeeld van.

### Strips uit de jaren 30
Aan het eind van de jaren dertig ontstonden in Amerika de eerst eigenlijke strips. Richard Felton Outcault geldt als geestelijke vader van de moderne comic strip met de series The Yellow Kid en Buster Brown. Deze bestonden uit goedkope boekjes met daarin fantastische verhalen of avonturen van bepaalde (terugkerende) hoofdfiguren. Het betrof hier voornamelijk de vorm van plaatjes met daarin de zogenaamde tekstballonnen.
In de Tweede Wereldoorlog werd dit medium (de comic) door de Amerikaanse regering gebruikt om bepaalde informatie of goede wenken aan de soldaten in het veld over te brengen.

### Klassieke avonturenstrip in België en Nederland
In Nederland ontstond al in het eind van de 19e eeuw een soort stripverhaal met plaatjes en daaronder een stuk tekst. Deze stijl zette zich in de 20e eeuw door. Een vroeg voorbeeld hiervan is De zeer zeldzame lotgevallen van Janus Karmijn van J. (Koos) van der Horst Jr. uit de Nieuwe Delftsche Courant (eind juli-begin december 1927). In deze strip komen Sacco en Vanzetti als Sakki en Versetto voor. 
Denk ook aan striptekenaars als Henk Backer met Tripje en Liezebertha en Gerrit Rotman met Mijnheer Pimpelmans. Andere wat latere voorbeelden hiervan zijn Tom Poes en Panda door Marten Toonder en de Toonder Studio's, Kapitein Rob door Pieter Kuhn, Dick Bos door Alfred Mazure en Eric de Noorman door Hans G. Kresse. Het oudste bekende stripboek was een kleine uitvouwstrip, die was bedoeld als reclame van een bekende koffiefabrikant.
In België liep er een gelijkaardige ontwikkeling. In 1929 maakte Hergés internationaal succesrijke stripreeks Tintin (Kuifje) zijn debuut. Hergé introduceerde ook een tekenstijl, de klare lijn, die in België veelvuldig geïmiteerd werd door andere striptekenaars. In 1938 volgde Spirou (Robbedoes en Kwabbernoot), rond welk het oudste stripblad van het land gemaakt werd: Spirou (Robbedoes). Na de Tweede Wereldoorlog ontstonden er in Vlaanderen bekende krantenstrips zoals Suske en Wiske, Nero en Jommeke. In Wallonië werd het weekblad Kuifje opgericht, waar talloze bekende en internationaal verspreide stripreeksen gepubliceerd zouden worden, zoals Blake en Mortimer, Alex (strip) en Thorgal. In het weekblad Robbedoes ontstonden dan weer legendarische stripreeksen zoals Buck Danny, Lucky Luke, De Smurfen, Guust, De Blauwbloezen en Natasja.

### Golden age comics
Na de oorlog ontstond hieruit de echte Amerikaanse superheldencultuur met veel aandacht voor de verhalen van Superman (voor het eerst in Action Comics #1), Batman (debuteerde in Detective Comics #27) en de beide ook al tijdens de Tweede Wereldoorlog bestaande Captain America en Namor the Sub-Mariner. Aangezien de vrouw in die tijd een ondergeschikte rol speelde, kwamen zij voornamelijk als reddingsonderwerp in beeld. Een uitzondering hierop vormde Wonder Woman. Jaren later volgden de vrouwelijke superhelden pas in groteren getale, zoals Vampirella, Jean Grey (van de X-Men) en She-Hulk. Er ontstonden in de jaren negentig zelfs termen voor bepaalde comics met vrouwelijke hoofdpersonen: "Bad Girl" (Bad Grrrl) comics en "Good Girl" art.
Hoewel de superhelden na verloop van tijd met kosmische dreigingen en superschurken te maken krijgen, waren ze oorspronkelijk wrekers in dienst van sociale rechtvaardigheid, in lijn met de verwachtingen van het Amerikaanse publiek tijdens de crisisjaren 1930 en de daaropvolgende New Deal. De vroege Superman bedreigt de gouverneur van een staat om een vrouw van de doodstraf te redden; slaat een man in elkaar die zijn vrouw heeft mishandeld; en vernielt een wagen vol boefjes die de journaliste Lois Lane hadden lastiggevallen.

### Lilliput-strips
Vanuit Duitsland werden enkele duizenden zogenaamde Lilliput-stripboekjes vertaald en uitgegeven. Dit waren boekjes van zestien pagina's op strookjesformaat. Voorbeelden zijn Tarzan, Akim, Tibor.

### Silver age comics
In de jaren 50 begon DC Comics met het opnieuw uitbrengen van strips over hun beroemdste helden. Vaak met een nieuwe oorsprong om de verhalen bij een nieuw publiek te doen aanslaan. Ook werden er nieuwe superhelden bij bedacht, meer gebaseerd op die tijd. Dit was het begin van de Silver Age of Comic Books.
Marvel Comics reageerde begin jaren 60 op dit succes door zelf ook met nieuwe strips te komen. De Fantastic Four, Spider-Man en The Incredible Hulk zijn bekende voorbeelden van Silver Age Marvel stripfiguren.

##### Vermenselijking van de superheld
In de Silver Age deden superhelden hun intrede met kleine gebreken om ze een geloofwaardiger, menselijker karakter te geven. Stan Lee was een bedenker van veel van deze helden. Voorbeelden waren de X-men - mutanten die, hoewel ze de mensen beschermden, door iedereen werden gehaat - en de domme, agressieve Hulk.

### Europese strips en striptijdschriften
Na de oorlog ontstond in Frankrijk, België en Nederland een uitgebreide cultuur van stripweek- en maandbladen en als uitvloeisel daarvan de stripboeken. Enkele voorbeelden van tijdschriften zijn Kuifje, Donald Duck, Robbedoes, Charlie, Pilote, Bravo!,  Pep en Eppo. Het succes van deze tijdschriften wist reeksen als Robbedoes en Kwabbernoot, Suske en Wiske, Lucky Luke, Ravian en Asterix te lanceren bij het grote publiek.

### Gags
In een gagstrip beperken de verhalen zich slechts tot een aantal prentjes of pagina's tot de clou wordt duidelijk gemaakt. In veel gagalbums neemt de gag één pagina in. Voorbeelden van gagstrips zijn Peanuts en Guust. In dit soort strips staat de "gag" of grap voorop en is de plot van ondergeschikt belang. Strips waarbij in een heel album een verhaal wordt verteld kunnen echter ook gebruiken maken van gags, zij het in de context van de plot. Een speciaal soort gag is de running gag, waarbij een specifieke grap in elke aflevering of album terugkeert. De herhaling draagt bij tot de populariteit van dit soort grappen.

### Popart
Vanuit de kunstwereld werd een positieve impuls gegeven door de opkomst van de popart. Met name Roy Lichtenstein waardeerde de grafische afbeeldingen uit de pulp-strips van de jaren 50 en vergrootte deze met acrylverf uit op immense doeken. Door zijn succes wonnen vanaf dat moment strips ook aan waardering om hun grafische kwaliteit die zich totaal onafhankelijk van de moderne kunst ontwikkeld had en daardoor zo verschillend was van de schilderkunst uit de overeenkomstige periodes.

### Underground comics
In 1952 werd het satirische tijdschrift MAD opgericht. Begin jaren 70 verschenen in Amerika voor het eerst de undergroundstrips. Deze waren een uiting overeenkomstig met het gedachtegoed van de hippiecultuur. De verhalen werden vooral gemaakt om taboes te doorbreken en stonden bol van de scènes over vrije seks en drugsgebruik. De tekenstijl was vaak ook psychedelisch van aard. De bekendste tekenaar van deze stroming is Robert Crumb. Van zijn stripheld Fritz the Cat zijn ook twee tekenfilms verschenen. Andere bekende tekenaars zijn Robert Williams, Victor Moscoso, S. Clay Wilson, Vaughn Bodé en Gilbert Shelton (Freak Brothers).
Nederlandse tekenaars zijn Peter Pontiac, Joost Swarte, Theo van den Boogaard, Ever Meulen.
Een uitgeverij die zich actief inzette was de Real free press.

### Franse strips voor volwassenen

#### Walgfun
De door de hippierevolutie ontstane nieuwe vrijheid van meningsuiting uitte zich in Frankrijk meer door een meer satirisch gericht genre in plaats van politiek gericht anti-establishment. Tekenaars: Marcel Gotlib, Binet, Reiser, Vuillemin, Pichard en Wolinski. Ook Franquins Zwartkijken hoort thuis bij deze stroming. Veel van deze strips verschenen in het blad Rhaa Lovely. In Nederland volgden Gerrit de Jager (Familie Doorzon), Eric Schreurs (Joop Klepzeiker), Hein de Kort, Theo van den Boogaard (Sjef van Oekel), Toon van Driel (F.C. Knudde, Stamgasten) ... In België volgden Kamagurka, Herr Seele (Cowboy Henk), Fritz Van Den Heuvel ...

#### Psychedelische sf
Andere tekenaars richtten zich meer op uitgewerkte, grafische experimenten in het blad Metal Hurlant die vaak qua genre balanceerden tussen sf en psychedelica. Tekenaars: Moebius, Enki Bilal, Phillipe Druillet, Tardi (Polonius). In Nederland volgden Dick Matena (Amen, De Prediker, Het web), Aad Labadie.

#### Erotische strip
Vanaf de jaren dertig verschenen er, met name in Amerika, illegaal uitgegeven erotisch of pornografisch getinte strips die onder de toonbank verkocht werden. Pichard en Guido Crepax publiceerden, in navolging van de eerste pornografische films uit Denemarken, begin jaren zeventig voor het eerst openlijk onder eigen naam strips met een seksueel georiënteerde inhoud, variërend van onschuldig bloot tot extreem gewelddadige SM-verhalen waarin seks vermengd wordt met geweld en doodslag. In navolging hiervan ontstaat de zogenaamde Zwarte Reeks, een serie pornografische strips van diverse tekenaars. Milo Manara wordt later wereldberoemd met zijn getekende Lolita-modellen.

#### Geïmproviseerde strip
Om te breken met de vastgegroeide conventies hoe een verhaal opgebouwd moet zijn, legden een aantal tekenaars zich toe op de improvisatie.
De eerste tekenaar die een geïmproviseerd stripverhaal maakte, dat zich van plaatje naar plaatje tot stand liet komen was Jacques Tardi. Hij tekende Het ware verhaal van de onbekende soldaat, een nachtmerrie-achtig stripverhaal over een delirium tijdens de laatste minuten van een stervende soldaat in de loopgraven.
Hierna volgden nog onder andere Het Besloten Land (ook van Tardi) en De Hermetische Garage van Moebius.

### De literaire beeldroman
In de jaren 80 werden er steeds meer strips gemaakt die ook voor een ouder publiek bestemd waren. Hugo Pratt maakte met zijn Ballade van de zilte zee de eerste Europese striproman (beeldroman), die zich onttrok aan het keurslijf van 48 of 64 pagina's. Jacques Tardi, Didier Comès, François Bourgeon en Enki Bilal zijn andere auteurs die zich tevens concentreerden op een volwassen publiek.
Maus van Art Spiegelman is een andere bekende strip in dit genre, die wereldwijd onderscheiden werd met literaire prijzen.

### Small press
In de jaren negentig ontstond met het wegvallen van de grote stripbladen de small-pressstroming: kleine boekjes van opkomende tekenaars die ze zelf produceerden en uitgaven. Enkele voorbeelden hirvan zijn Spekkie Big, Maaike Hartjes en Barbara Stok.

### Autobiografische strip
In navolging van enkele auteurs uit de jaren tachtig werd de autobiografische strip een populair genre in de jaren negentig.

## Culturele waardering

Manga-stijl uit Japan: grote ogen en kleine neus en mond

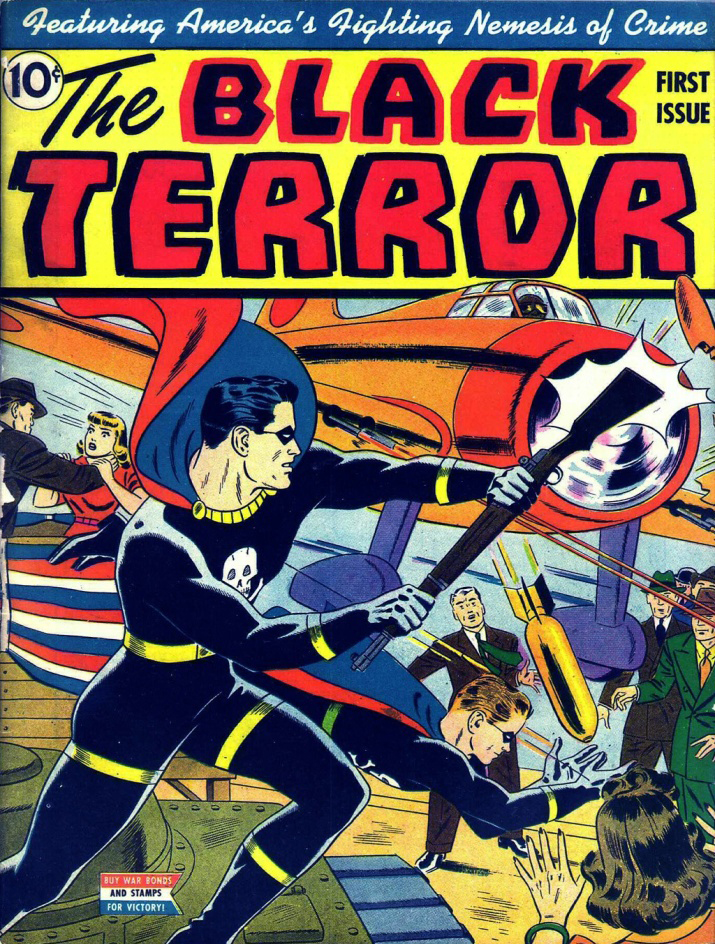
Een comic uit de VS: gemaskerde superhelden en speciale krachten in het verhaal

In Nederland wordt de strip veelal nog ervaren als inferieure lectuur. Slechts bekende klassieke series als Olivier B. Bommel en Asterix hebben een grote culturele waardering gekregen en worden ook op sommige scholen beschouwd als literatuur vanwege de dubbele bodem in de verhalen; de historisch verantwoorde aspecten van Asterix worden wel gebruikt bij lessen Latijn. Op kunstacademies worden de mogelijkheden van het stripverhaal als grafisch medium tot op heden nog grotendeels ontkend. Op zeer weinig academies bestaat een gerichte opleiding voor striptekenaars. Vaak zijn jonge striptekenaars toegewezen op een opleiding vrije grafiek of illustratie, waarbij voorbijgegaan wordt aan de complexiteit van het verhalende aspect van strips, vergelijkbaar met het maken van een film. Ook subsidiëring en werkbeurzen worden tot op heden niet vaak toegekend aan striptekenaars uit Nederland of Vlaanderen. Slechts enkele tientallen kregen reeds zo'n beurs. Er is geen aparte beurs speciaal voor het stripverhaal. In veel gevallen kreeg de kunstenaar de beurs via grafische vormgeving of illustratie, wat andere vakgebieden zijn.
Het werk van François Schuiten en Lorenzo Mattotti tilde het medium strip op tot een kunstvorm.

### België
België kent zijn geheel eigen stripcultuur die een belangrijke rol speelt in de Europese stripwereld. Hergé was met Kuifje in de jaren 20 en 30 niet alleen de grondlegger van de Belgische strip, maar ook van de Europese strip in het algemeen. Na de Tweede Wereldoorlog ontstond er in België een gigantische toevloed van nieuwe striptekenaars en reeksen. Veel van hen publiceerden in de twee belangrijkste stripbladen van het land, Kuifje en Robbedoes. In Vlaanderen werden strips vooral als vervolgreeksen in kranten gepubliceerd. Een aantal Belgische strips hebben toch een opmerkelijke internationale carrière weten opbouwen, met Kuifje, Robbedoes en Kwabbernoot, Suske en Wiske, De Smurfen, Thorgal, XIII en Lucky Luke als bekendste voorbeelden.
Het Brussels Hoofdstedelijk Gewest beschouwt strips als immaterieel erfgoed.

### Nederland
In Nederland is er voornamelijk belangstelling voor korte humorstrips als Doorzon en Fokke & Sukke die wekelijks of dagelijks in tijdschriften en kranten verschijnen. Verhalen op album-formaat zijn, op de alom bekende reeksen als Suske & Wiske, Lucky Luke en Asterix etc. na, slechts verkrijgbaar in gespecialiseerde stripwinkels die door een apart alternatief stripdistributieorgaan van hun boeken voorzien worden.

### Andere landen in Europa
In landen als Frankrijk, Italië, Spanje en het al genoemde België waardeert het publiek het medium als een volwaardige kunstvorm (de negende kunst). Striptekenaars zijn in Frankrijk net zo beroemd als literaire schrijvers, ze verschijnen regelmatig op televisie bij praatprogramma's en strips zijn in boekenwinkels net zo ruim vertegenwoordigd als bijvoorbeeld gewone romans. Stripboeken van bijvoorbeeld Enki Bilal zijn voorpaginanieuws en Jacques Tardi wordt door de gerenommeerde Franse literatuuruitgever Gallimard uitgegeven.

### Amerika
Ook in Amerika waardeert men strips anders. De comics hebben hoge oplages en tekenaars van meer cultureel georiënteerde strips illustreren tevens voor bladen als The New Yorker. Maus, uitgegeven door de Amerikaanse literaire uitgeverij Pantheon, werd bekroond met een Pulitzerprijs, Jimmy Corrigan van Chris Ware wordt in Amerika als een volwaardig kunstwerk beschouwd, zowel om de grafische als om de verhalende kwaliteit van dit werk, en van Ghost World van Daniel Clowes werd een verfilming gemaakt.

### Japan
Ook Japan kent een rijke striptraditie in de vorm van de Manga die in tegenstelling tot de westerse en Amerikaanse strip ook veel voor vrouwen en meisjes geschreven wordt. De diversiteit waarin verschillende genres manga in het Oosten worden aangeboden is dan ook wel veel groter dan die van de strips en comics in Europa en Amerika.

### Wetenschappelijke benadering
De beeldvorming van het stripverhaal als een wegwerpmedium voor kinderen, snel gelezen en even snel weer vergeten, begon te veranderen in de jaren 1980 en 1990, toen geleerden stripverhalen begonnen te bestuderen en wetenschappelijke werken publiceerden over hun maatschappelijke rol.
Communicatiewetenschappers bestuderen tegenwoordig het stripverhaal vanuit een groot aantal elkaar aanvullende perspectieven, zoals formele analyse; historische, politieke of culturele studie; economisch onderzoek; filosofische benadering; en semiotiek; dit naast de vele geleerden die afzonderlijke genres en vormen analyseren. Er bestaat evenwel een groeiende tendens om stripverhalen narratologisch te beschrijven.

## Verschillende vormen van stripverhalen
De strip kan ruwweg in een aantal categorieën worden onderverdeeld, die elk populair zijn in een eigen regio:
- een enkel plaatje, al dan niet voorzien van tekst, ook wel cartoon genoemd;
- de gagstrip, een (meestal horizontale) strook bestaande uit een of meer plaatjes die een kort verhaal uitbeelden;
- de pagina-strip;
- de tekststrip, een strip waar tekstballonnetjes ontbreken en de tekst onder de plaatjes wordt weergegeven.
- een compleet verhaal dat over meerdere pagina's wordt afgebeeld:
- de comic, Amerikaans formaat stripboek van standaard 32 pagina's. In het overgrote geval bevatten deze uitgaves delen van series die later (per verhaallijn of meer) worden verzameld in zogenoemde Trade Paperbacks;
- het stripalbum, meestal 48 of 64 pagina's, soms 56 pagina's;
- de striproman, (literaire) beeldroman of graphic novel, een stripboek met 'romandikte': minimaal 80 pagina's, maar meestal meer dan 100 pagina's.
- de vedettestrip, een stripreeks rond bekende mediafiguren.

## Verteltechniek

### Voice-over van de ik-persoon
Onder andere onder invloed van de filmcultuur is ook bij strips vaak een voice-over in het verhaal, deze wordt in de meeste gevallen in een balk boven of onder de plaatjes geplaatst in plaats van in de wolkjes. In zeldzamere gevallen wordt het verhaal aan de lezers verteld door een afbeelding van slechts het hoofd van de vertellende persoon. Jacques Tardi past deze laatste visuele techniek veel toe in zijn detective-strips, onder andere naar aanleiding van de Mike Hammer-boeken van Mickey Spillane, bij een opsomming van feiten. Zie aanvullend tevens het artikel tekstballon.

## Stripinformatiebladen
Het bekendste en meest toonaangevende maandelijkse tijdschrift dat schrijft over strips is het Amerikaanse Comics journal. In Nederland zijn er twee grote stripinformatiebladen, de Zozolala en het Stripschrift. In België is er Stripgids en was er ook het Brabant Strip Magazine (ledenblad van Brabant Strip vzw).
Stripschrift is het langst lopende stripinformatieblad van Nederland.

### Zozolala
Zozolala was een informatieblad dat gratis weggegeven werd in veel stripboekenwinkels. In november 2011 verscheen het laatste nummer. Het blad richtte zich meer op de progressieve moderne, alternatieve strip. Stripschrift is algemener en behandelt ook veel oudere strips. Eens in de zoveel jaar bij een jubileumnummer drukte dit tijdschrift een top ... aller tijden af, die werd samengesteld door inzendingen van de lezers (zie onder). Het tijdschrift heeft een zeer omvangrijk archief van verschenen artikelen op hun website.

## Referentieliteratuur
Referentieliteratuur of ook wel vakliteratuur over het stripverhaal zijn geschriften die informatie geven over het stripverhaal in het algemeen of in het bijzonder, met een eigen terminologie bedoeld voor stripgeïnteresseerden. Voorbeelden hiervan zijn monografie, bibliografie, index, dossieralbum, jaarboek, interviewboek, catalogus, encyclopedie, schrijversgids, tentoonstellingscatalogus, servicegids, fantasygids, doctoraal- of hogeschool scriptie (thesis), prentenboek (artbook) en programmaboekje.
Het oudste striptheoretisch werk is van de vader van het stripverhaal zelf, de Zwitserse onderwijzer Rodolphe Töpffer (Genève 1799 - 1846). Het boekje draagt de titel Essai de Physiognomonie en is geschreven in 1845. Maar de echte belangstelling voor striptheorie is pas ontstaan in de jaren 1960 toen er op universiteiten doctoraalscripties over geschreven werden. Striptheoretisch onderzoek kreeg een flinke impuls, maar pas vanaf 1980 begon de striptheorie zich verder te ontwikkelen. Vooral Franstalige striptheoretici zoals Thierry Groensteen, Couperie, Peeters, Pascal Lefèvre, Baetens, Sohet en Marion namen het voortouw.
Bekende striptheoretische werken zijn bijvoorbeeld Système de la Bande Dessineé door Groensteen (PUF, Paris 1999), Bande Dessinée et figuration narrative door Couperie e.a. (Museé des Arts Décoratifs, Louvre 1967), Case - Planche - Récit - Comment lire une Bande Dessineé (Peeters, Casterman 1991) en Strips anders lezen (Baetens & Lefèvre, Sherpa / BCB 1993).
Veel referentieliteratuur is te vinden in de grote online Europese database Comic book Reference Bibliograpic Datafile en de Amerikaanse Comics Research Bibliography. In de CRBD-database is ook een lijst opgenomen met Thesis over het beeldverhaal en een sectie Stripologie.

## Musea

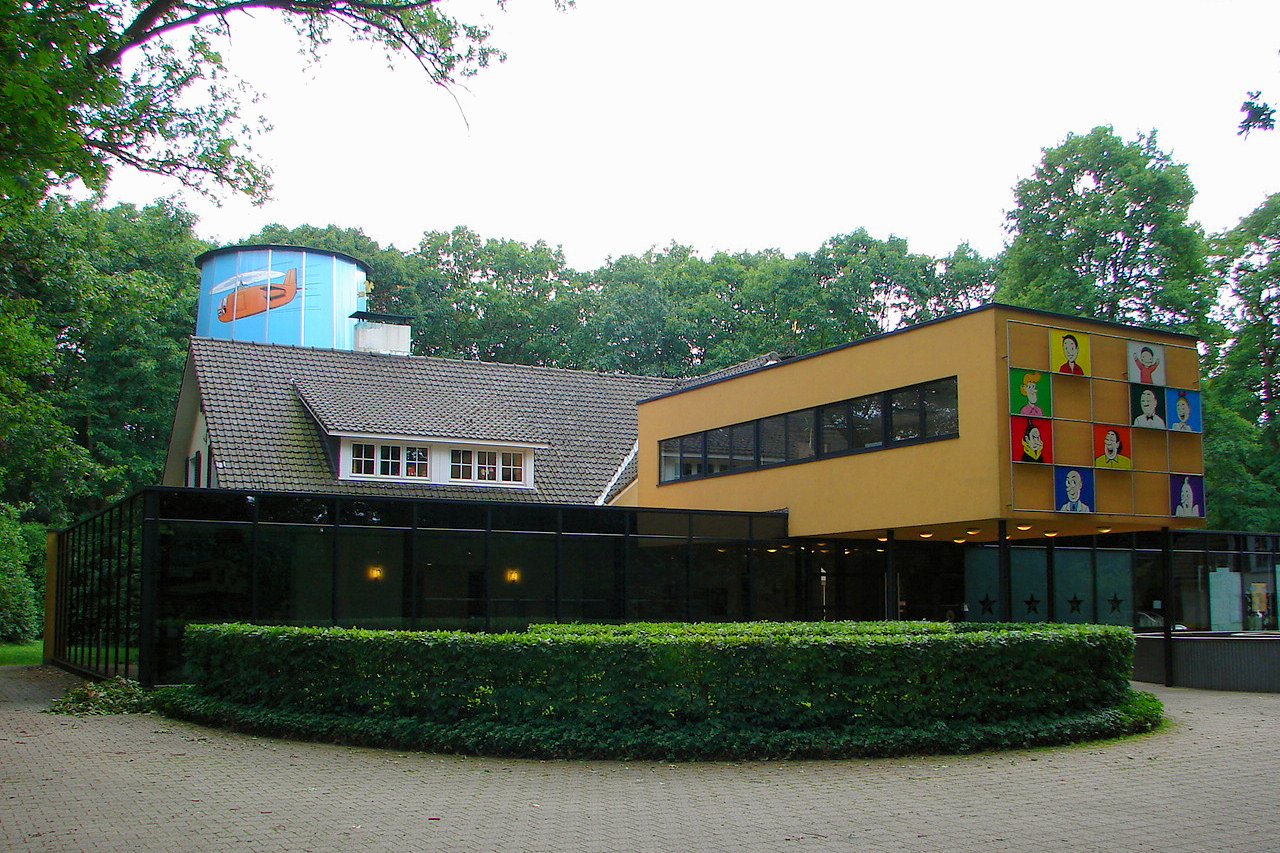
Het Suske en Wiske - Kindermuseum in Kalmthout

In Brussel bevindt zich het Belgisch Centrum van het Beeldverhaal (BCB), dat geheel gewijd is aan het werk van (voornamelijk Belgische) striptekenaars en -scenaristen. Er is eveneens een van de grootste stripbibliotheken van de wereld, met meer dan 40.000 albums, tijdschriften en referentiewerken. In het centrum van deze stad vindt men ook enkele muurschilderingen van bekende stripfiguren.
Het Belgische Louvain-la-Neuve heeft sinds 2009 een Hergé-museum gewijd aan het oeuvre van de Belgische striptekenaar Hergé. Medio juni 2009 opende in Brussel aan de Zandstraat vlak tegenover het Belgisch Centrum voor het Beeldverhaal het Marc Sleen Museum, exclusief gewijd aan het werk van Marc Sleen. Het Provinciaal Suske en Wiske-Kindermuseum bevindt zich sinds 1997 in Kalmthout.
Nederland beschikt sinds 2004 over een stripmuseum genaamd het Nederlands Stripmuseum, in Groningen, dat sinds 2019 Storyworld heet.
Een tweede stripmuseum genaamd Strips! Museum bestond tussen 2016 en 2017 in Rotterdam. In 2019 opende het Jan Kruis Museum in Orvelte en in 2021 opende het Museum of Comic Art in Noordwijk.
In het Franse Angoulême bevindt zich het Cité internationale de la bande dessinée et de l'image.

## Stripbeurzen

### Nederland
Jaarlijks organiseert het Stripschap de Stripdagen, eerst in Breda, sinds 2009 in Gorinchem en in 2018 in Utrecht. Tweejaarlijks is er een 3-daags festival in Haarlem, de Haarlemse stripdagen. Ook heb je de Stripbeurs in Breda en het Brabants Stripspektakel. Verder zijn er nog een aantal kleinere beurzen, onder andere in Rijswijk, Arnhem, Gouda en Leiden (Leidse stripdag).

### België
Ook in België zijn er tal van beurzen, zoals het Stripfeest in Brussel.

## Uitgevers van strips

### Uitgevers van Nederlandstalige strips
- Arboris
- Ballon Media
- Big Balloon
- Casterman
- Centripress
- Daedalus
- Dargaud
- Dupuis
- Espee
- Glénat
- Le Lombard
- Oog & Blik
- Uitgeverij Panda (Hans Matla)
- Uitgeverij Prestige
- Uitgeverij Helmond
- Standaard Uitgeverij
- Silvester
- Uitgeverij Talent
- Sanoma uitgevers
- Sherpa
- Strip2000
- Syndikaat

### Amerikaanse uitgevers

#### Superhelden
- DC Comics (vroeger bekend als National; tegenwoordig onderdeel van AOL-Time-Warner), met als volwassener tak DC/Vertigo
- Marvel Comics (vroeger ook wel Timely of Atlas geheten)
- Dark Horse Comics
- Image Comics
- Sirius Comics
- Slave Labor Comics
- Speakeasy Comics
- Devil's Due
- Dynamic Entertainment
- Harris Publications
- Basement Comics
- Broadsword Comics
- Aspen Comics
- Narwain Publishing
- Avatar Press
- Archie Comics

| - Drawn & Quarterly - Fantagraphics - Topshelf - Last Gasp - Kitchen Sink | - Dell (geeft geen comics meer uit) - EC (nu onderdeel van AOL-Time Warner oftewel DC Comics) - Fawcett (geeft geen comics meer uit) - Valiant - Malibu Comics - Chaos! Comics (failliet) |